# Зун-Холба
Зун-Холба́ (бур. Зγγн Холбо) — улус в Окинском районе Бурятии. Входит в сельское поселение «Сойотское».

## География
Расположен в верховьях реки Хойто-сало (бассейн Урика), в 16 км к северо-западу от посёлка Самарта, в 128 км по автодороге к юго-востоку от улуса Сорок, центра сельского поселения, и в 57 км к северо-востоку от съезда с региональной автодороги Монды — Орлик.
Близ улуса находится золотодобывающий рудник «Холбинский» компании «Бурятзолото» с вахтовым посёлком.

## Население
| 2002 | 2010 |
| ---- | ---- |
| 13   | ↗29  |

Также присутствует временное население (около 500 человек) — рабочие-вахтовики Холбинского рудника.

## Экономика
Золотоизвлекательная фабрика Холбинского рудника компании «Бурятзолото».